# Arsac
Arsac è un comune francese di 3 124 abitanti situato nel dipartimento della Gironda nella regione della Nuova Aquitania. Il centro abitato è attraversato dal 45º parallelo, la linea equidistante fra il Polo nord e l'Equatore. 

## Società

### Evoluzione demografica
Abitanti censiti